# Adenaria

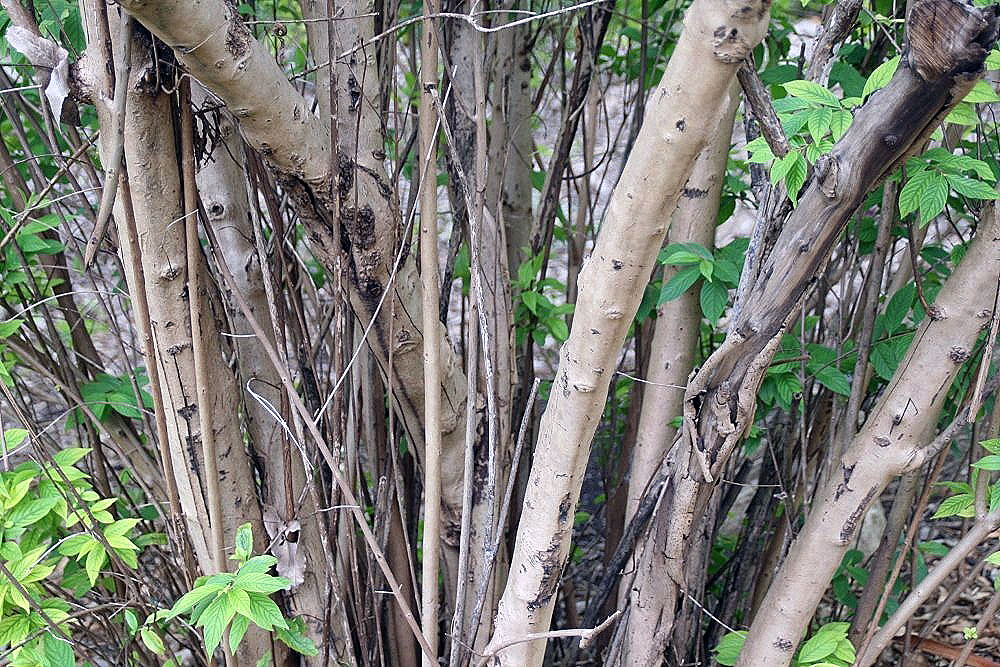
Pnie krzewu

Adenaria – monotypowy rodzaj roślin z rodziny krwawnicowatych (Lythraceae). Należy tu jeden gatunek – Adenaria floribunda Kunth, Nov. Gen. Sp. 6: 188 1823. Rośnie w lasach deszczowych górskich i nizinnych na obszarze od Meksyku po Argentynę.

## Morfologia
PokrójKrzew osiągający do 2,5 m wysokości. Pędy owłosione i ogruczolone, młode czworoboczne i czerwono nabiegłe.
LiścieKrótkoogonkowe. Blaszka liściowa lancetowata, zaostrzona na szczycie, osiąga od 5 do 13 cm długości i 2–5 cm szerokości. Liście gładkie do omszonych, z rzadko rozmieszczonymi gruczołkami.
KwiatyDrobne, 4- lub 5-krotne, skupione w pęczkach na krótkich szypułkach (do 0,7 cm długości) w kątach liści. Hypancjum dzwonkowate do 4 mm długości, działki kielicha trójkątne. Płatki korony jajowate, białe, do 2,5–4 mm długości. Pręciki w liczbie 8 lub 10. W kwiatach krótkosłupkowych słupek ma tylko 1 mm długości, w kwiatach długosłupkowych – do 3 mm. Zalążnia jajowata, zarówno ona jak i szyjka słupka owłosiona. Na wszystkich elementach kwiatu występują pomarańczowe gruczołki.
OwoceCienkościenne i niepękające torebki o kształcie kulistym lub jajowatym. Osiągają ok. 4 mm długości i zwieńczone są trwałą szyjką słupka. Zawierają liczne nasiona.